# 웨식스 백작
웨식스 백작(Earl of Wessex)는 영국 왕실이 가지고 있는 작위중 하나다.

## 고대의 웨식스 백작
크누트 대왕이 고드윈에게 1018년 웨식스 백작 작위를 내렸다. 그는 잉글랜드 왕국의 참회왕 에드워드와 대립해, 웨식스 백작위와 재산을 몰수당하기도 하였지만, 후에 다시 회복한다. 이 지위는 그의 아들 해럴드에게 전해졌으며, 해럴드는 후에 잉글랜드의 왕이 된다. 그러나, 그는 정복왕 윌리엄에게 패하여 사망한다.

### 1차
- 웨식스 백작 고드윈 (1019년-1053년)
- 해럴드 2세 (1053년-1066년)

### 2차
- 제1대 헤리퍼드 백작 윌리엄 핏츠오스번 (1066년-?)

## 현대의 웨식스 백작
엘리자베스 2세는 영국의 왕자라는 작위만 가지고 있었던 에드워드 왕자의 결혼식 날, 그를 웨식스 백작으로 봉하였으며 그의 아내가 될 소피 리스존스에게 웨식스 백작부인(Countess of Wessex) 지위를 내렸다.
- 웨식스 백작 에드워드(1999년~2023년)
- 웨식스 백작 제임스 (2023년~현재)

## 같이 보기
- 웨식스
- 웨식스 왕가